# Benediktinski samostan Admont
Samostan Admont (nemško Stift Admont) je benediktinski samostan ob reki Aniži (nemško Enns)  v mestu Admont v Avstriji. Samostan Admont, najstarejši preostali samostan na Štajerskem, vsebuje največjo samostansko knjižnico na svetu  ter dolgo uveljavljeno znanstveno zbirko. Znana je po baročni arhitekturi, umetnosti in rokopisih.
Lega samostana na mejah goratega narodnega parka Gesäuse (ime Admont izhaja iz latinskega izraza ad montes, kar pomeni »v gorah«) je nenavadne slikovite lepote.

## Zgodovina
Samostan Admont, posvečen svetemu Blažu, je leta 1074 ustanovil salzburški nadškof Gebhard z zapuščino pokojne svete Eme Krške, naselili pa do ga menihi iz samostana sv. Petra v Salzburgu pod vodstvom opata Isingrina. Drugi opat, Giselbert, naj bi tukaj uvedel Gregorijanske reforme. Še en zgodnji opat, Wolfhold, je ustanovil samostan za izobraževanje deklet iz plemiških družin, in izobraževalna tradicija je od takrat ostala močna. Samostan je v srednjem veku uspeval in je imel produktiven skriptorij. Opat Engelbert iz Admonta (1297–1327) je bil slaven učenjak in avtor številnih del.
Vojne proti Turkom in reformacija (opat Valentin je moral zaradi reformiranih nazorov odstopiti) sta povzročila dolgotrajen upad, s protireformacijo pa je samostan ponovno zacvetel. Poleg srednje šole, ki se je kasneje preselila v Judenburg, sta delovali še teološka in filozofska fakulteta. Opat Albert von Muchar je bil znan kot zgodovinar in je poučeval na Univerzi v Gradcu.
V 17. in 18. stoletju je samostan dosegel visoko točko umetniške produktivnosti z deli svetovno znanega cerkvenega vezilja brata Benna Haana (1631–1720) in kiparja Josefa Stammela.
27. aprila 1865 je katastrofalen požar uničil skoraj ves samostan. Medtem ko je gorel samostanski arhiv, je bilo knjižnico mogoče rešiti. Obnova se je začela naslednje leto, vendar še ni bila dokončana do leta 1890.
Gospodarska kriza 1930-ih je prisilila samostan, da je razprodal številne svoje umetniške zaklade, v času nacionalsocialistične vlade pa je bil samostan razpuščen, menihi pa izseljeni. Leta 1946 so se lahko vrnili in danes je samostan spet uspešna benediktinska skupnost.
Od leta 1641 je bila samostan članica salzburške kongregacije, ki je bila leta 1930 združena v sedanjo avstrijsko kongregacijo Benediktinske konfederacije.

## Samostanska cerkev
Sedanjo cerkev je zasnoval arhitekt Wilhelm Bücher, da bi nadomestil nekdanjo cerkev po požaru leta 1865. Navdihuje jo regensburška stolnica in je bila prva sakralna stavba v Avstriji v neogotskem slogu. Vključuje romanska stranska vrata iz 12. stoletja. Dva zahodna stolpa sta visoka 67 metrov, na fasadi pa sta figuri svetega Benedikta in svete Sholastike. Na vrhu zahodnih vrat je lik cerkvenega zavetnika, svetega Blaža.
Notranjost je sestavljena iz glavne in dveh stranskih ladij, od katerih je ob vsaki pet stranskih kapel in šest oltarjev. Slika na Marijinem oltarju, Maria Immaculata avtorja Martina Altomonteja (1657–1745), je obdana s 15 izrezljanimi medaljoni Skrivnosti rožnega venca avtorja Stammla. Obe umetnini sta nastali leta 1726 in preživeli požar leta 1856.
V stranski kapeli so znamenite Admontske jaslice, prav tako Stammlove. Na ogled so od 25. decembra do 2. februarja. Gotsko razpelo pod slavolokom iz leta 1518 pripisujejo Andreasu Lacknerju.
Kip svetega Blaža stoji na vrhu visokega oltarja iz belega carrarskega marmorja. Prezbiterij je okrašen s tapiserijami iz zgodnjega 18. stoletja avtorja Benna Haana. V kapeli sv. Benedikta je baročni Corpus Christi iz delavnice Johanna Meinrada Guggenbichlerja.

## Samostan danes
Skupnost v Admontu sestavlja več kot 27 menihov pod vodstvom opata Bruna Hubla. Samostan je odgovoren za 27 župnij, vodi srednjo šolo s približno 600 učenci in dom starejših občanov v Frauenbergu. Njegova različna podjetja zaposlujejo približno 500 ljudi, poleg tega pa vodi tudi muzeje in zbirke, ki so podrobno opisani spodaj.

## Knjižnica
Knjižnična dvorana, zgrajena leta 1776 po načrtih arhitekta Josepha Hueberja, je dolga 70 metrov, široka 14 in visoka 13 metrov in je največja samostanska knjižnica na svetu. Vsebuje ok. 70.000 volumnov od celotnega samostanskega fonda ok. 200.000 volumnov. Strop je sestavljen iz sedmih kupol, okrašenih s freskami Bartolomea Altomonteja, ki prikazujejo stopnje človeškega znanja do najvišje točke božanskega razodetja. Svetlobo zagotavlja 48 oken in se odraža v izvirni barvni shemi zlate in bele barve. Arhitektura in oblikovanje izražata ideale razsvetljenstva, proti katerim so skulpture Josepha Stammla Štiri zadnje stvari osupljiv kontrast.
Samostan ima več kot 1400 rokopisov, od katerih je najstarejši iz samostana sv. Petra v Salzburgu dar ustanovitelja nadškofa Gebharda in je spremljal prve menihe, ki so se tu naselili, ter več kot 900 inkunabul.

## Muzej
Od baroka so si opati nabrali zbirko »zanimivosti« in različnih znanstvenih primerkov, ki so bili v celoti uničeni v požaru leta 1865. V okviru obnove se je pater Gabriel Strobl odločil nadomestiti izgubljene zbirke in tako oblikoval jedro sodobnih muzejev. Oče Strobl je bil tudi sam botanik, vendar je delal tudi na ustvarjanju zbirke žuželk, tako da je postal eden velikih entomologov svojega časa. Prirodoslovni muzej zdaj vsebuje več kot 250.000 primerkov žuželk, vključno z eno od treh največjih zbirk muh ali dvokrilcev v Evropi. Oblikovane so bile tudi druge zbirke, na primer mineralov in kamnin ter eksotičnih vrst.
Samostan hrani tudi dve veliki umetniški zbirki zgodovinske in moderne umetnosti. Zbirko zgodovinske umetnosti je začel leta 1959 pater Adalbert Krause, od leta 1980 pa se je znatno povečala. Sedanji muzej je bil odprt leta 2003. Zbirka predstavlja zlasti cerkveno umetnost in vsebuje na primer veliko del cerkvenih vezenin slavnega mojstra Benna Haana in samostanskega kiparja Josepha Stammla.
Od leta 1997 samostan gradi tudi zbirko sodobne umetnosti, ki jo v veliki meri ustvarjajo mladi avstrijski umetniki in je pogosto posebej zasnovana za prostore samostane.

## Galerija
- Samostana Admont na reki Enns
- Litografija Josepha Franza Kaiserja, 1825
- Rokopis in inkunabula
- Ora et labora
- Kip Emem Krške
- Rozarij
- Križanje